# بانزر 38
بانزر 38 دبابة خفيفة تشيكوسلوفاكية طورت من قبل شركة ČKD، وقد حملت في البداية الاسم LT vzor 38 وهو اختصار لجملة «دبابة خفيفة طراز 38» (بالتشيكية:Lehký Tank vzor 38) وبعد أن سيطر الألمان على التشيك غيروا الاسم إلى (Panzerkampfwagen 38(t وحرف التاء راجع إلى التشيك، إلا أن الاسم الشائع هو (Panzer 38(t.
بدأ في إنتاج دبابة بانزر 38 عام 1939 وكانت الحكومة التشيكوسلوفاكية طلبت في 1938 نحو 150 دبابة بانزر 38 لكن لم يدخل أياً منها الخدمة واستولى الألمان على دبابات بانزر 38 وطالبوا من الشركة المنتجة الاستمرار بإنتاجها حيث أعتبرت دبابة ممتازة مقارنة مع الدبابات الألمانية الخفيفة بانزر-1 وبانزر-2. استمر إنتاجها إلى العام 1941 وبلغ مجموع ما أنتج منها 1,414 دبابة.